# 旧制中等教育学校の一覧 (青森県)
青森県における旧制中等教育学校の一覧（きゅうせいちゅうとうきょういくがっこうのいちらん）とは、学制改革前（第二次世界大戦前）の青森県内での旧学制の中等教育学校をまとめた一覧である。

## 旧制中学校

### 公立
- 青森県中学校（1884年）⇒ 青森県尋常中学校 ⇒ 青森県第一尋常中学校 ⇒ 青森県第一中学校 ⇒ 青森県立第一中学校 ⇒ 青森県立弘前中学校 ⇒《新制》青森県立弘前高等学校
- 青森県尋常中学校八戸分校（1893年）⇒ 青森県立第二尋常中学校 ⇒ 青森県第二中学校 ⇒ 青森県立第二中学校 ⇒ 青森県立八戸中学校 ⇒《新制》青森県立八戸高等学校
- 青森県第三中学校（1900年）⇒ 青森県立第三中学校 ⇒ 青森県立青森中学校 ⇒《新制》青森県立青森高等学校
- 青森県立野辺地中学校（1926年）⇒《新制・統合》青森県立野辺地高等学校
- 青森県立木造中学校（1927年）⇒《新制》青森県立木造高等学校
- 青森市立第一中学校（1941年）⇒《新制》青森市立第一高等学校 ⇒（1969年：県立移管）青森県立青森北高等学校
- 青森県立田名部町立中学校（1942年）⇒ 青森県田名部中学校 ⇒《新制》青森県立田名部高等学校
  - 青森県田名部町立夜間中学校（1941年）⇒（1943年：統合）青森県田名部中学校 夜間部
- 私立夜間中学、青森市立青森商工補習学校 ⇒（1932年：両校を統合）青森市立青森青年学校 中学部 ⇒ 青森市立夜間中学校 ⇒ 青森市立中学校（1940年）⇒ 青森市立第二中学校 ⇒《新制》青森市立高等学校 ⇒ 青森市立北斗高等学校 ⇒ 青森県立北斗高等学校 定時制（1984年）

### 私立
- 弘前藩校稽古館（1796年）⇒ 弘前漢英学校 ⇒（資産を受け継ぐ）東奥義塾 ⇒（弘前市に移管）弘前市立弘前中学校東奥義塾（1901年）⇒（県に移管）青森県立弘前中学校東奥義塾 ⇒（一時廃校）→（1922年：再興）東奥義塾中学校 ⇒《新制》東奥義塾高等学校

## 高等女学校

### 公立
- 青森県第一高等女学校（1901年）⇒ 青森県立第一高等女学校 ⇒ 青森県立弘前高等女学校 ⇒《新制》青森県立弘前女子高等学校 ⇒ 青森県立津軽高等学校 ⇒ 青森県立弘前中央高等学校（1950年）
- 青森県立第二高等女学校（1901年）⇒ 青森県立八戸高等女学校 ⇒《新制》青森県立八戸女子高等学校 ⇒ 青森県立八戸東高等学校（1950年）
- 青森県立第三高等女学校（1907年）⇒ 青森県立青森高等女学校 ⇒（1911～1943年：青森県女子師範学校を併設）⇒《新制》青森県立青森女子高等学校 ⇒ 青森県立青森女子高等学校 ⇒（1950年：統合）青森県立青森高等学校
- 七戸町町立実科高等女学校（1926年）⇒ 七戸町立七戸高等女学校（1927年）⇒ 青森県立七戸高等女学校 ⇒《新制》青森県立七戸高等学校
- 五所川原女子尋常高等小学校補習科（1909年）⇒ 五所川原女子実業補習学校 ⇒ 五所川原実業女学校 ⇒ 五所川原実科高等女学校 ⇒ 五所川原高等女学校（1929年）⇒ 青森県立五所川原高等女学校 ⇒《新制》青森県立五所川原女子高等学校 ⇒（1949年：共学化）青森県立五所川原高等学校
- 三本木尋常高等小学校裁縫専修科（1910年）⇒ 三本木町立女子実業補習学校 ⇒ 三本木町立三本木女子実業学校 ⇒ 三本木町立三本木実科高等女学校 ⇒ 三本木町立三本木高等女学校（1933年）⇒ 青森県立三本木高等女学校 ⇒《新制》青森県立三本木女子高等学校 ⇒ 青森県立三本木高等学校 ⇒ 青森県立三本木高等学校・附属中学校（2007年）
- 青森市立青森女子実業補習学校（1904年）⇒ 青森市立女子実業学校 ⇒ 青森市立実科高等女学校 ⇒ 青森市立青森高等女学校（1934年）⇒《新制》青森市立女子高等学校 ⇒ 青森市立中央高等学校 ⇒ 青森県立青森中央高等学校（1976年）
- 田名部町立田名部女子実業補習学校（1917年）⇒ 田名部町立田名部実践女学校 ⇒ 田名部町立田名部実科高等女学校 ⇒ 青森県立田名部高等女学校（1941年）⇒《新制》青森県立田名部女子高等学校 ⇒（1949年：統合）青森県立田名部高等学校
- 弘前女子実業補習学校（1918年）⇒ 弘前市立女子実業学校 ⇒ 弘前市立実科高等女学校 ⇒ 弘前市立弘前高等女学校（1943年）⇒ 弘前市立高等女学校 ⇒《新制》弘前市立女子高等学校 ⇒（1960年：統合）弘前市立実業高等学校 ⇒ 青森県立弘前実業高等学校（1969年）
- 青森県黒石実科高等女学校（1925年）⇒ 青森県黒石高等女学校（1943年）⇒《新制》青森県立黒石高等学校
- 三戸町立実科高等女学校（1927年）⇒ 三戸町立高等女学校（1943年）⇒《新制》青森県三戸高等学校 ⇒ 青森県立三戸高等学校（1953年）
- 野辺地女子補習学校 ⇒ 青森県野辺地町立実科高等女学校（1929年）⇒ 青森県野辺地町立野辺地高等女学校（1943年）⇒《新制・統合》青森県立野辺地高等学校
- 青森県浪岡女子実務学校（1930年）⇒ 青森県浪岡高等女学校（1943年）⇒《新制》青森県浪岡高等学校 ⇒ 青森県浪岡町外四カ村学校組合立浪岡高等学校 ⇒ 青森県立浪岡高等学校（1955年）
- 青森県板柳町立実科高等女学校（1938年：北津軽郡板柳町）⇒ 青森県板柳町立高等女学校（1943年）⇒ 青森県板柳高等女学校 ⇒《新制》青森県立板柳高等学校 ⇒（2021年：統合）青森県立五所川原工科高等学校
- 青森県鰺ヶ沢高等女学校（1943年）⇒《新制》青森県鰺ヶ沢高等学校 ⇒ 青森県立鰺ヶ沢高等学校（1951年）
- 五戸町五戸実業公民学校（1928年）⇒ 公立青年学校五戸女子実業公民学校 ⇒《新制》青森県五戸高等学校 ⇒（2022年：閉校）

### 私立
- 青森技芸学院（1937年）⇒ 青森高等技芸学院 ⇒ 青森女子商業学校 ⇒ 青森明の星高等女学校（1946年）⇒《新制》青森明の星中学・高等学校
  - 協成高等女学校（1925年）⇒ 堤橋高等女学校（1935年）⇒（戦災で校舎を焼失、生徒は青森明の星高等女学校に編入）
- 来徳女学校（1886年）⇒ 弘前遺愛女学校 ⇒ 弘前女学校（1889年）⇒ 聖愛高等女学校（1946年）⇒《新制》弘前学院聖愛中学高等学校
- 八戸女塾（1910年）⇒ 私立八戸裁縫講習所 ⇒ 私立千葉裁縫女塾 ⇒ 八戸千葉裁縫女学校 ⇒《新制》千葉学園高等学校
- 山田裁縫教授所（1918年）⇒ 山田高等家政女学校 ⇒《新制》山田高等学校 ⇒ 青森山田中学高等学校（1962年）
- 東奥家政女学校（1931年）⇒《新制》東奥女子高等学校 ⇒ 東奥学園高等学校（1994年）
- 八戸和洋裁縫女塾（1931年）⇒ 八戸家政女学校 ⇒《新制》白菊中学校・高等学校 ⇒ 白菊学園中学校・高等学校 ⇒ 八戸聖ウルスラ学院高等学校（1989年）⇒（2010年：中高一貫化）八戸聖ウルスラ学院中学校・高等学校

## 実業学校

### 公立

#### 東津軽
- 私立青森商業補習夜学校（1902年）⇒ 青森市立商業補習学校（1905年）⇒ 青森市立商業学校 ⇒（1944年：戦時非常措置）青森県立青森第二工業学校 ⇒ 青森県立商業学校（1945年）⇒《新制》青森県立青森商業高等学校 ⇒ 青森県立実業高等学校 ⇒ 青森県立青森商業高等学校（1954年）
- 青森市立工業徒弟学校（1913年）⇒ 青森市立工芸学校（1917年）⇒ 青森市立青森工業学校（1934年）⇒ 青森県立青森工業学校 ⇒ 青森県立青森第一工業学校（1944年）⇒ 青森県立青森工業学校 ⇒《新制》青森県立青森工業高等学校

#### 中津軽・弘前
- 青森県立工業学校（1910年）⇒ 青森県立弘前工業学校（1935年）⇒《新制》青森県立弘前工業高等学校
- 弘前市立弘前商業補習学校（1922年）⇒ 弘前市立商業学校 ⇒《新制》弘前市立商業高等学校 ⇒（1960年：統合）弘前市立実業高等学校 ⇒（1969年：県立移管）青森県立弘前実業高等学校

#### 南津軽・北津軽
- 北津軽郡立農学校（1902年）⇒（1913年：統合）青森県立農学校 ⇒ 青森県五所川原農学校（1919年）⇒ 青森県立五所川原農業学校（1943年）⇒《新制》青森県立五所川原農林高等学校
  - 南津軽郡立農学校（1906年：南津軽郡黒石町）⇒（1913年：青森県立農学校に統合）
- 柏木町村他四ヶ村組合立柏木町農学校（1926年）⇒ 青森県立柏木町農学校（1928年）⇒ 青森県立柏木農学校 ⇒ 青森県立柏木農業学校 ⇒《新制》青森県立柏木農業高等学校

#### 上北
- 青森県農学校（1898年）⇒ 青森県畜産学校（1901年）⇒ 青森県立三本木農学校（1919年）⇒ 青森県立三本木農業学校（1943年）⇒《新制》青森県立三本木農業高等学校 ⇒（2021年：統合）青森県立三本木農業恵拓高等学校

#### 三戸
- 湊尋常小学校附設水産補習学校（1900年）⇒ 湊村立湊水産学校（1904年）⇒ 青森県水産試験場伝習部 ⇒ 青森県水産講習所 ⇒ 青森県立水産学校（1924年）⇒《新制》青森県立八戸水産高等学校
- 八戸町立商業学校（1927年）⇒ 八戸市立商業学校（1929年）⇒《新制》八戸市立商業高等学校 ⇒（1975年：県立移管）青森県立八戸商業高等学校
- 八戸市立工業学校（1944年）⇒《新制》八戸市立工業高等学校 ⇒（1956年：県立移管）青森県立八戸工業高等学校
- 学校組合立青森県名久井農業学校（1944年：三戸郡名久井村）⇒《新制》青森県立名久井農業高等学校

## その他
- 入学準備講習会・私立協成夜間中学・私立協成中学塾
- 私立八戸夜間中学